# Memories of a Time to Come
Memories of a Time to Come es el tercer recopilatorio de la banda germana de power metal Blind Guardian, lanzado en enero de 2012, aunque el primero que realmente es un recopilatorio de mejores trabajos y no de versiones. Contiene tres discos con canciones de todos los álbumes de la banda hasta la fecha e incluyendo las dos demos grabadas bajo el nombre Lucifer's Heritage: Symphonies of Doom y Battalions of Fear (nueve canciones en total). Cuatro de las canciones («Valhalla», «And Then There Was Silence», «The Bard's Song (In the Forest)» y «The Bard's Song (The Hobbit)» fueron regrabadas y el resto remezcladas.

## Formación
- Variado

## Lista de canciones
Disco 1
1. Imaginations from the Other Side - 07:11
2. Nightfall - 05:34
3. Ride into Obsession - 04:46
4. Somewhere Far Beyond - 07:32
5. Majesty - 07:29
6. Traveler in Time - 06:01
7. Follow the Blind - 07:11
8. The Last Candle - 06:03

Disco 2
1. Sacred Worlds - 09:17
2. This Will Never End - 05:07
3. Valhalla	 - 05:13
4. Bright Eyes - 05:15
5. Mirror Mirror - 05:09
6. The Bard's Song (In the Forest) - 03:26
7. The Bard's Song (The Hobbit) - 03:41
8. And Then There Was Silence - 14:06

Disco 3
1. Brian - 02:41
2. Halloween (The Wizard's Crown) - 03:22
3. Lucifer’s Heritage (instrumental) - 04:36
4. Symphonies of Doome - 04:08
5. Dead of the Night - 03:33
6. Majesty - 07:31
7. Trial by the Archon (instrumental) - 01:45
8. Battalions of Fear - 06:09
9. Run for the Night - 03:36
10. Lost in the Twilight Hall - 06:02
11. Tommyknockers	 - 05:13
12. Ashes to Ashes - 06:00
13. Time What Is Time - 05:46
14. A Past and Future Secret - 03:48
15. The Script for My Requiem - 06:09